# Municipio de Lincoln (Illinois)
El municipio de Lincoln (en inglés: Lincoln Township) es un municipio ubicado en el condado de Ogle en el estado estadounidense de Illinois. En el año 2010 tenía una población de 481 habitantes y una densidad poblacional de 5,15 personas por km².

## Geografía
El municipio de Lincoln se encuentra ubicado en las coordenadas 42°4′11″N 89°34′7″O / 42.06972, -89.56861. Según la Oficina del Censo de los Estados Unidos, el municipio tiene una superficie total de 93.49 km², de la cual 93,49 km² corresponden a tierra firme y (0 %) 0 km² es agua.

## Demografía
Según el censo de 2010, había 481 personas residiendo en el municipio de Lincoln. La densidad de población era de 5,15 hab./km². De los 481 habitantes, el municipio de Lincoln estaba compuesto por el 98,75 % blancos, el 0,21 % eran afroamericanos, el 0,42 % eran de otras razas y el 0,62 % eran de una mezcla de razas. Del total de la población el 0,83 % eran hispanos o latinos de cualquier raza.